# Jūnihitoe

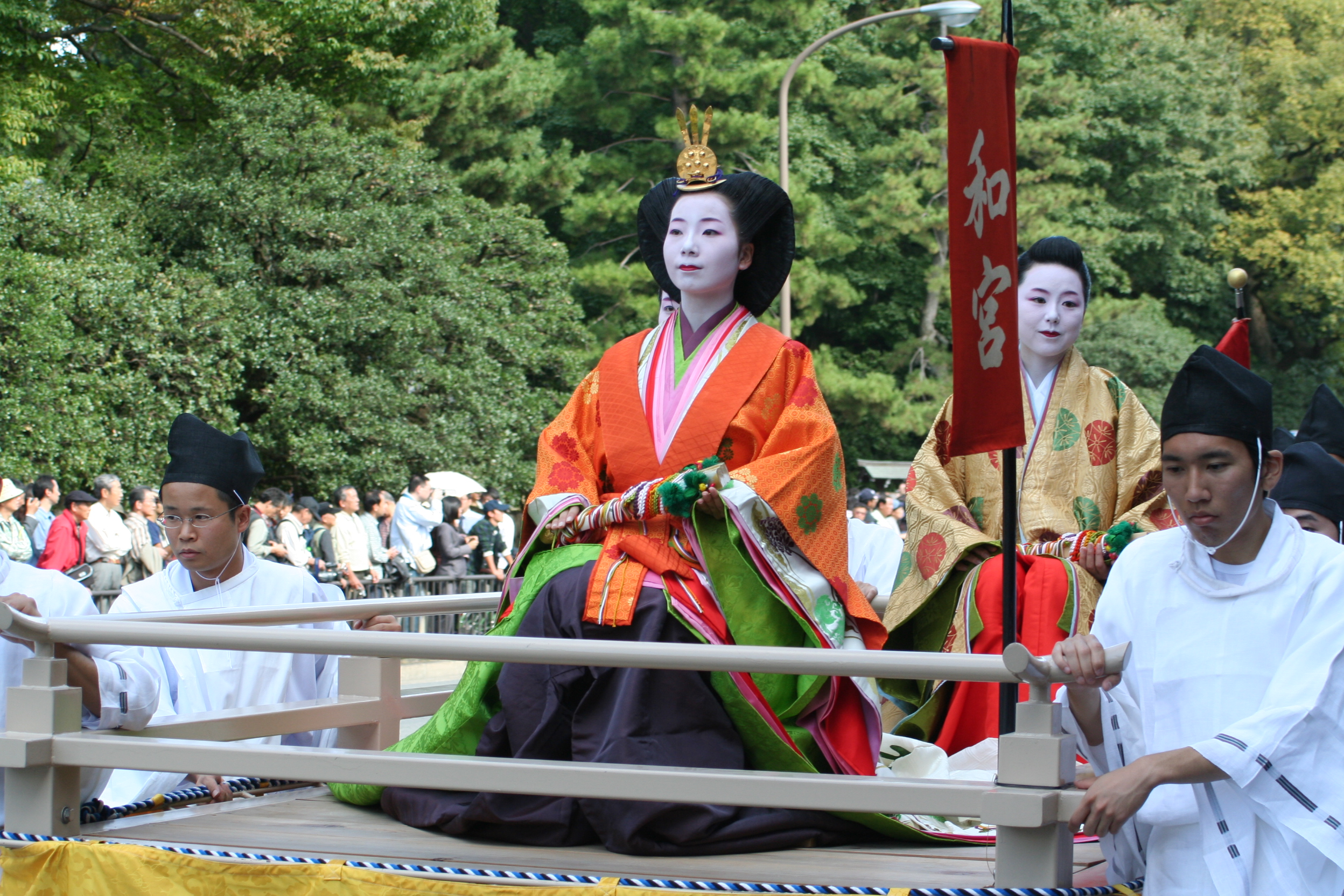
Una mujer llevando un jūnihitoe durante el Jidai Matsuri de 2009.

El jūnihitoe (十二単衣 juunihitoe?) es un kimono muy elegante y muy complejo que fue usado solo por las damas de la corte en Japón. Traducido literalmente significa "traje de doce capas".

## Historia
El jūnihitoe comenzó a aparecer alrededor del siglo X, durante el Período Heian. Las diferentes capas de esta vestimenta son de seda. Las prendas íntimas está hechas de seda blanca, seguida de otras capas y son finalmente cerradas por una capa final o bata. El peso total podría ascender los 20 kilogramos.
Los colores y los arreglos de las capas son muy importantes. Los colores tienen nombres poéticos, como "ciruela roja de la primavera". Los únicos lugares donde las capas se pueden distinguir son alrededor de la mangas y el cuello. Aparte de sus ropas, las damas japonesas del tribunal también llevaban el pelo muy largo, sólo corto a los lados de la cara en forma de capas, el pelo más largo a veces fue usado recogido.

### Uso contemporáneo

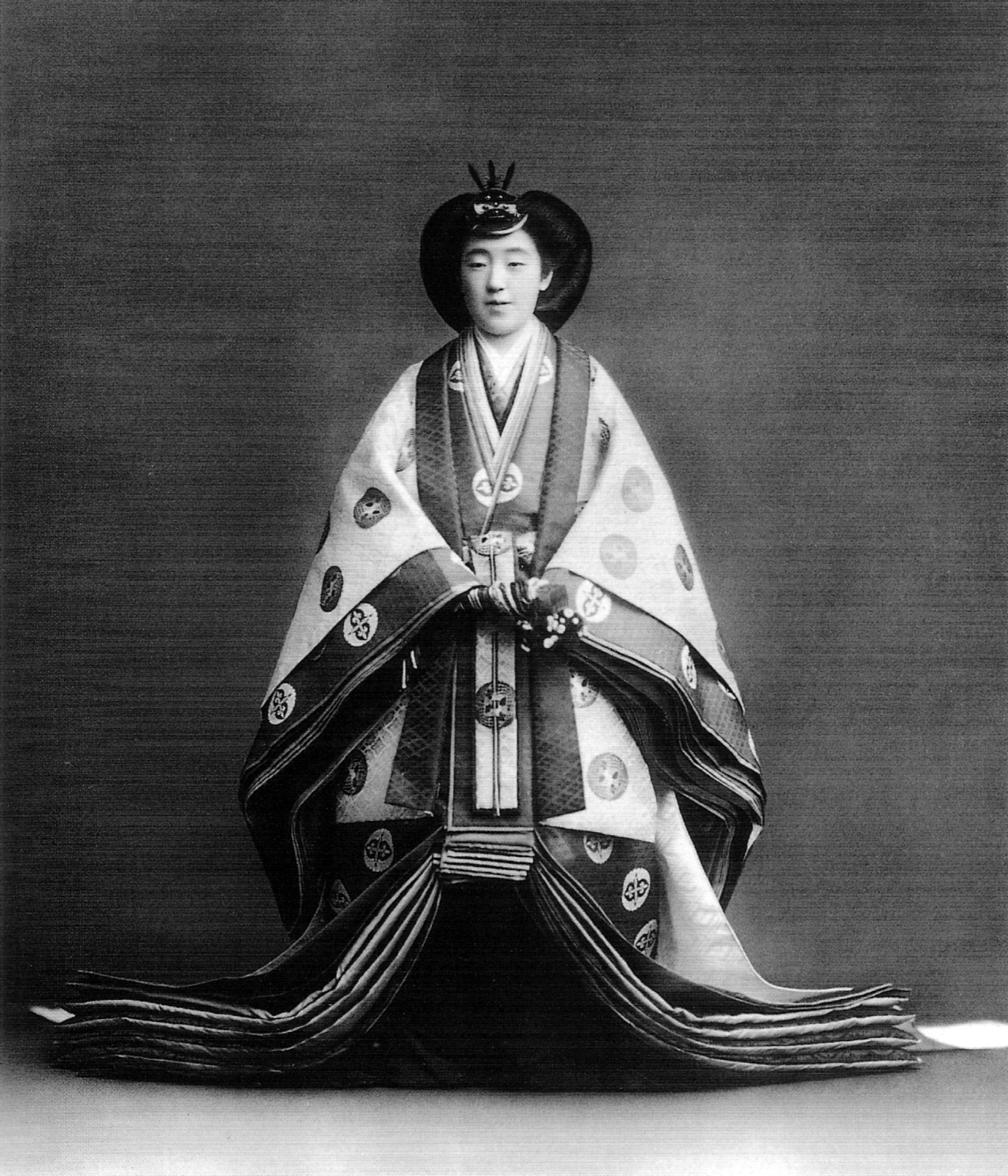
La Emperatriz Kōjun llevando un jūnihitoe con motivo de su coronación, en 1926.

En la actualidad el jūnihitoe solo puede verse en museos, películas o en determinados festivales japoneses ya que la manufactura de jūnihitoe casi ha desaparecido. Estos trajes no tienen un precio establecido y son uno de los artículos más caros del vestuario japonés. Solo la Casa Imperial Japonesa todavía los usa para ocasiones especiales. Durante la boda de la Princesa Masako con el Príncipe Naruhito, Masako llevó un jūnihitoe para ceremonia oficial. También fue usado por la Emperatriz Michiko durante la ceremonia de entronización del Emperador Akihito en 1990.
El Saiō Matsuri se celebra todos los años en Meiwa y en el que se ven vestimentas del Periodo Heian. También suelen verse jūnihitoe durante el Aoi Matsuri que anualmente se celebra en Kioto.

## Capas
Las capas del Jūnihitoe son:
- La ropa interior: Por lo general son dos piezas, pueden ser de algodón o de seda.
- Kosode: Un corto manto de seda de color rojo o blanco que llega hasta la inferior de la pierna.
- Hakama: Una falda plisada roja dividida, también puede ser usado por los hombres.
- Hitoe: Una túnica sin forro de color blanca, roja o azul.
- Uchigi: Una serie de túnicas de colores brillantes sin forro que crean un efecto de capas.
- Uchiginu: Un manto de seda escarlata igual usado como refuerzo y apoyo a las túnicas exteriores.
- Uwagi: Un patrón tejido y decorado, está hecho de seda y es más corto y más estrecho que el Uchiginu.
- Karaginu: Una chaqueta hasta la cintura al estilo chino.
- Mo: Un delantal, detrás de la túnica.